# Chilocarpus beccarianus
Chilocarpus beccarianus är en oleanderväxtart som beskrevs av Jean Baptiste Louis Pierre. Chilocarpus beccarianus ingår i släktet Chilocarpus och familjen oleanderväxter. Inga underarter finns listade i Catalogue of Life.